# Gomatruda
Gomatruda, também conhecida como Gomentrude ou Gomatrudis (598 – fl. 630) foi rainha consorte da Austrásia, Nêustria e Borgonha como a primeira esposa de Dagoberto I.

## Família
Gomatrude era a filha do conde Brunulfo II de Ardenas. 
É possível que ela fosse descendente de Ragnacaire, rei dos Francos em Cambrai, através de seu filho, Magnachaire, Duque dos francos.
Ela era a irmã mais nova da rainha Sichilda, terceira esposa do rei Clotário II. O seu irmão possivelmente era Brodulfo (supondo que Sichilda fosse a mãe de Cariberto II, e não a outra esposa do rei), que tentou defender os direitos do sobrinho no Reino da Aquitânia contra as ambições de Dagoberto I.

## Biografia
O casamento de Gomatruda com Dagoberto foi arranjado pelo pai de Dagoberto, Clotário II, que era cunhado de Gomatruda, quando Dagoberto já era rei da Austrásia. Os dois se casaram em 626, durante o 42.º ano do reino de Clotário, no Palácio de Reuilly, em Clichy, ou, ainda, na vila real de Clippiacum, hoje localizada em Saint-Ouen. A união foi realizada contra a vontade do noivo. Três dias depois da cerimônia, pai e filho tiveram uma briga violenta, com Dagoberto reivindicando todo o território da Austrásia. Uma arbitração de doze senhores francos resolveu a situação em favor de Dagoberto.
Em 629, com a morte de Clotário II, Dagoberto se tornou o único rei dos francos. Ele, então, repudiou Gomatruda e a deixou no Palácio de Reuilly, para ir se casar com Nantilda. Segundo a biografia do rei Gesta Dagoberti, ele a teria abandonado pois ela era estéril.
Não se sabe o que houve com a antiga rainha após o ocorrido, mas ela pode ter ido morar com sua cunhada chamada Bruère.